# Алаева, Екатерина Анатольевна
Екатери́на Анато́льевна Ала́ева (род. 8 апреля 1979, Киев) — украинская артистка балета, прима-балерина Национальной оперы Украины (1998-н. в.). Заслуженная артистка Украины (2013).

## Биография
Родилась в Киеве.
В 1990 году поступила в Пермское государственное хореографическое училище, где училась восемь лет по классу Нинель Даниловны Сильванович. После выпуска была принята в балетную труппу Национального академического театра оперы и балета Украины имени Тараса Шевченко, где её педагогом-репетитором стала Людмила Сморгачёва. В 2008 году завершила обучение в Киевском национальном университете театра, кино и телевидения имени Ивана Карпенко-Карого, получив специальность режиссёра классического балета, а в 2010 году окончила факультет театрального искусства получив степень магистра в области организации театрального дела.
В 2013 году Екатерине Алаевой было присвоено почётное звание «Заслуженный артист Украины».
Принимала участие в гала-концертах с Владимиром Малаховым, Светланой Захаровой и Ульяной Лопаткиной.

## Репертуар
Балеты классического репертуара
- «Лебединое озеро» (Одетта и Одиллия);
- «Щелкунчик» (Мари (Клара), принцесса, Фея Драже);
- «Спящая красавица» (принцесса Аврора, Па-де-де Голубой птицы и принцессы Флорины, вариация Бриллианта);
- «Жизель» (Жизель);
- «Дон Кихот» (Китри);
- «Баядерка» (Гамзатти);
- «Корсар» (Па-де-де);
- Grand pas из балета «Пахита» (Вариация);
- «Сильфида» (Сильфида);
- «Шопениана» (Прелюд Ля мажор (Op. 28, no.7. A-Dur), Вальс До диез минор (Op. 64 no.2 Cis-moll (Седьмой вальс)).

Хореография XX века
- «Кармен-сюита» (хореография Альберто Алонсо, Александра и Азария Плисецких) (Кармен);
- «Умирающий лебедь» Михаила Фокина (Лебедь);
- «Видение Розы» Валерия Ковтуна (Девушка);
- «Сюита в белом» Сержа Лифаря (Вариации);
- «5 Танго» Ханса ван Манена (Солистка);
- «Даниэла» Анико Рехвиашвили (Даниэла, Нимфа, Вакханка);
- «Венский вальс» Анико Рехвиашвили (Аннель);
- «Чиполлино» Генриха Майорова (Редисочка);
- «Белоснежка» Виктора Литвинова (Белоснежка);
- «Снежная королева» Анико Рехвиашвили (Герда);
- «Буратино» Виктора Литвинова (Мальвина).

Современная хореография
- «Великий Гэтсби» (Миртл Уилсон).

## Гастроли
Гастролировала в театрах Европы: Андорры, Бельгии, Германии, Греции, Испании, Италии, Португалии, Франции, Хорватии, Швейцарии. Также выступала в Аргентине, Израиле, Канаде, Кипре, Корее, Ливане, Мексике, США, Японии и в других странах.